# No One Can Catch Us Tour
No One Can Catch Us Tour (conocida también como NOCCUT) es la segunda gira de conciertos de la cantante alemana Lena Meyer-Landrut, para promocionar su tercer álbum de estudio Stardust. La gira fue anunciada en otoño de 2012.

## Antecedentes
A principios de este año, Lena anunció que estará de gira por Alemania y otros países en abril, la promoción de su reciente álbum Stardust. Lena ha titulado su gira "No One Can Catch Us Tour 2013", tomando una frase de su primer sencillo del álbum, "Stardust". Lena hará trece conciertos en Alemania; mientras que anunció otro en Viena. La gira comenzó en Stuttgart el 2 de abril, y realizó también conciertos acústicos en Miami y Chicago, Estados Unidos. En enero de 2014 fue confirmada una pequeña residencia de conciertos en la discoteca La Bellevilloise de París, para todos los sábados de agosto de 2014. A mediados de febrero de 2014 fueron anunciadas tres fechas adicionales en España, la primera en Pamplona como parte de las Fiestas de San Fermín y las otras dos en Palma de Mallorca y en el Palau Sant Jordi de Barcelona.

## Repertorio
1. «To the Moon»
2. «Pink Elephant»
3. «Mr. Arrow Key»
4. «Better News"
5. «Neon (Lonely People)»
6. «Not Following»
7. «Who’d Want to Find Love»
8. «Day to Stay»
9. «Je veux» (cover de Zaz)
10. «Bliss Bliss»
11. «Taken by a Stranger»
12. «A Million and One»
13. «Good News»
14. «Just Want Your Kiss»
15. «Rich Girl» (cover de Hall & Oates)
16. «Stardust»
17. «Lifening» (cover de Snow Patrol)
18. «ASAP»

Encore
1. «...Baby One More Time»
2. «Satellite»
3. «Lille Katt»
4. «Goosebumps»

Notas
- En los conciertos de Francia, Lena cantó las versiones en francés de algunas de sus canciones.
- En los conciertos de España, Lena realizó una versión acústica de «Bailando» de Enrique Iglesias.

## Fechas de la gira
| Fecha                   | Ciudad            | País           | Lugar                        |
| Europa                  | Europa            | Europa         | Europa                       |
| ----------------------- | ----------------- | -------------- | ---------------------------- |
| 2 de abril de 2013      | Stuttgart         | Alemania       | Theaterhaus                  |
| 3 de abril de 2013      | Múnich            | Alemania       | Theaterfabrik                |
| 4 de abril de 2013      | Núremberg         | Alemania       | Löwensaal                    |
| 6 de abril de 2013      | Dresde            | Alemania       | Alter Schlachthof            |
| 8 de abril de 2013      | Berlín            | Alemania       | Postbahnhof am Ostbahnhof    |
| 10 de abril de 2013     | Hamburgo          | Alemania       | Grosse Freiheit 36           |
| 11 de abril de 2013     | Kiel              | Alemania       | MAX                          |
| 13 de abril de 2013     | Münster           | Alemania       | Jovel Music Hall             |
| 14 de abril de 2013     | Dortmund          | Alemania       | FZW                          |
| 16 de abril de 2013     | Colonia           | Alemania       | Essigfabrik                  |
| 17 de abril de 2013     | Sarrebruck        | Alemania       | Garage                       |
| 19 de abril de 2013     | Hanóver           | Alemania       | Capitol                      |
| 21 de abril de 2013     | Offenbach am Main | Alemania       | Capitol                      |
| 11 de junio de 2013     | Halle             | Alemania       | Studion                      |
| 29 de junio de 2013     | Miami             | Estados Unidos | Miami Dade County Auditorium |
| 18 de julio de 2013     | Singen            | Alemania       | Hohentwiel                   |
| 30 de agosto de 2013    | Fulda             | Alemania       | Schlosshof Fulda             |
| 13 de diciembre de 2013 | Chicago           | Estados Unidos | Mayne Stage                  |
| 27 de febrero de 2014   | París             | Francia        | New Morning                  |
| 7 de marzo de 2014      | Meze              | Francia        | Foyer Municipal              |
| 8 de julio de 2014      | Pamplona          | España         | Plaza Consistorial           |
| 11 de julio de 2014     | Palma de Mallorca | España         | Auditorium de Palma          |
| 12 de julio de 2014     | Barcelona         | España         | Palau Sant Jordi             |
| 26 de julio de 2014     | París             | Francia        | La Bellevilloise             |
| 2 de agosto de 2014     | París             | Francia        | La Bellevilloise             |
| 9 de agosto de 2014     | París             | Francia        | La Bellevilloise             |
| 16 de agosto de 2014    | París             | Francia        | La Bellevilloise             |
| 23 de agosto de 2014    | París             | Francia        | La Bellevilloise             |
| 6 de septiembre de 2014 | Ciudad de México  | México         | Lunario del Auditorio        |